# هامور عربي
الهامور  (بالإنجليزية: Greasy grouper)‏ المعروف أيضًا باسم المناني، هو نوع من أنواع الأسماك الكبيرة التي تنمو وتتكاثر في مياه البحر الأحمر والخليج العربي وهو معروف بكثرة في دوله الست، ويمتاز هذا النوع من السمك بطراوة لحمه وله نكهة خاصة ويستعمل بكثرة بالمناسابات والمأكولات المعروفة ويعتبر من أغلى الأنواع. ويتراوح وزنه من أقل من كيلو جرام إلى عشرين كيلو جرام ويندرج تحت هذا النوع أيضاً أصناف متعددة يعرفها أهالي المنطقة.
الهامور هو من الأسماك المرغوبة جداً. هو يتميز بلحمه الشهي والطري والدهني، ويبدأ طوله من 70 سم فما فوق، أما من 10 سم إلى 70 سم فهو (صغير الهامور) ويسمى بالول. والهامور من الأسماك الدهنية؛ فهو غني بالأحماض الدهنية وأومغا3 وهي أحماض غير مشبعة لها دور هام للمحافظة على صحة الإنسان ووقايته من الأمراض. من بعض فوائد (أوميغا3) أنها تساعد في تكوين أنسجة المخ والقرنية والعين، ولها تأثيرات مضادة للالتهابات، وتخفف آلام المفاصل، وتقوي الذاكرة، كما وتخفض من احتمال الإصابة بأمراض القلب.
و الغريب في الهامور أنه كلما كبر وزاد وزنه كان لحمه أفضل .. الوزن المعتاد صيدة 8 كيلو جرام وأكبر حجم تم صيدة يزن 50 كيلو جرام .
وبالنسبة لبيئتها البحرية فإنها تنتشر في أنحاء الخليج والبحر الأحمر، وتعيش في الأماكن الضحلة القريب ة من السواحل، وكذلك في الأماكن العميقة بين الشعاب المرجانية والصخور الضخمة، وفي أماكن الغوص للمحار اللؤلؤ والمعروفة باسم ”الهيرات” وتبني بيوتها بمفردها من خلال حفر الرمل بين الصخور وأسفلها .
ويمكن اصطيادها بكل أساليب ووسائل الصيد المختلفة من تقليدية وحديثة، فهي سهلة الصيد، وهذا ما يفسر تواجدها المستمر في سوق السمك على مدار العام وليس لها موسم محدد، ويساعد على ذلك كونها من الأسماك التي تنتج بيوضاً كثيرة تطفو فوق سطح الماء .. عند صيد سمك الهامور يراعى رفعة بسرعة لأن سمك الهامو يجيد الاختباء بين الصخور وكثير ما يُعتقد أن الهامور يدخل بين الصخور ينفخ جسمة حتي يتشبث بها وينقطع الخيط والحقيقة أن الهامور يلف جسمة بين الصخور ويبدء في تحريك رأسه بها ويحك الخيط في الصخور حتى يقطع الخيط.
ومن طرق صيدها الحداق بواسطة (الحبار) أو الميد أو السلس الطازج وكذلك يمكن صيدها بالقرقور.
ومن طرائف صيد الهامور أن هناك ظاهرة نادرة تقوم بها سمكة الهامور وهي أنها إذا ما أرادت أن تفرغ الغازات التي داخل جسمها فإنها تقوم بقلب نفسها على صفحة الماء فتكون في شبه غيبوبة، ويمكن في تلك الأثناء الإمساك بها بسهولة، واصطيادها دون عناء.
وهي سمكة قوية تتحمل الظروف البيئية القاسية : كارتفاع درجة حرارة المياه الضحلة، أو البرودة الشديدة، وعند تكدر صفاء ماء البحر، وقلة الأوكسجين، وتبقى على قيد الحياة بعد اخراجها من الماء لمدة تصل إلى الساعة حتى الساعة والنصف أو أكثر، كما أنها سمكة لا تشبع من تناول الطعام، إذ تتسع معدتها بأن تتناول نصف حجمها من الطعام.

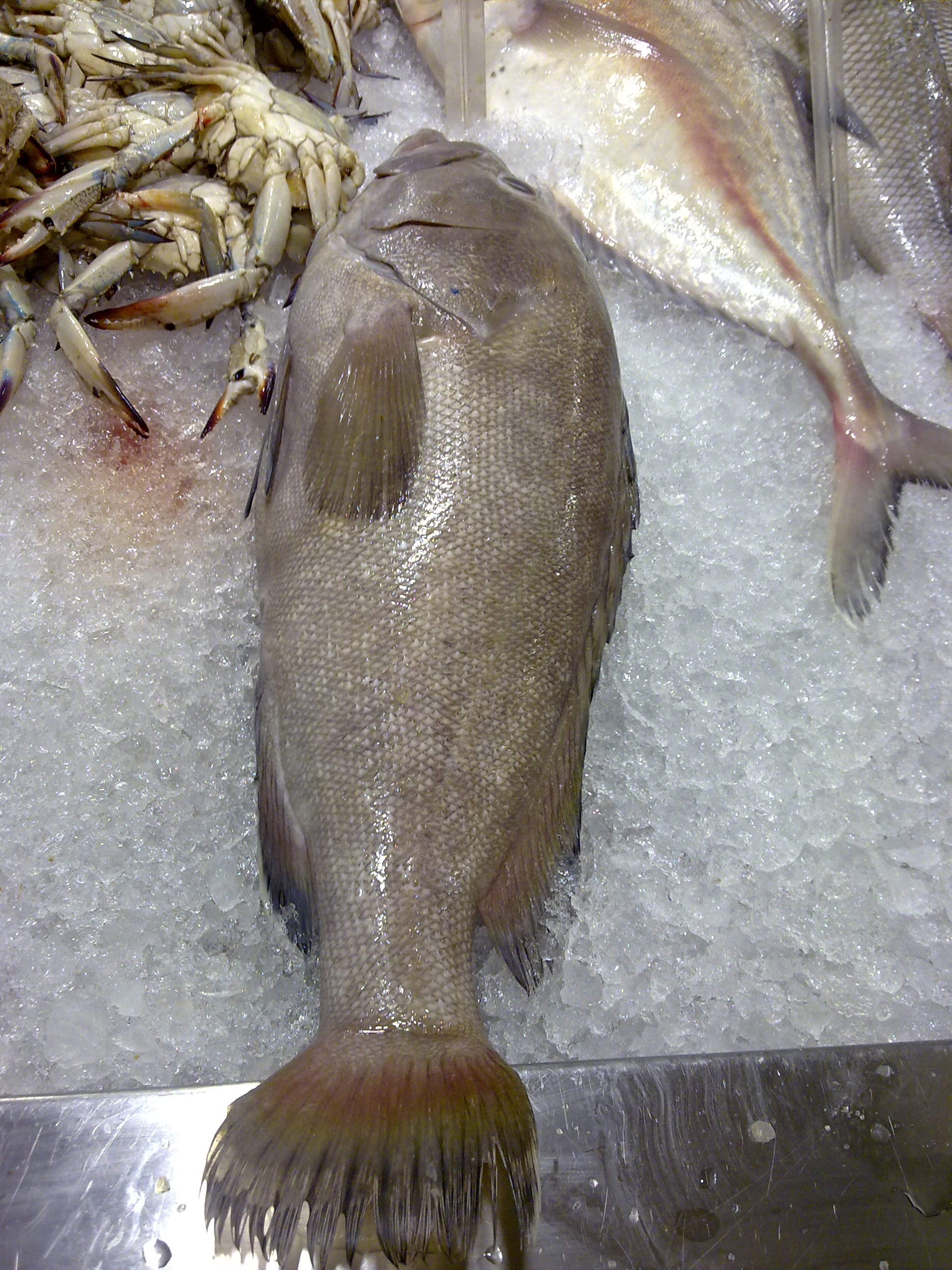
سمك هامور بالكويت

## طريقة تحضير
تحضّر سمكة الهامور باستخدام البصل، الطماطم، الفليفلة، الليمون الحامض وزيت الزيتون. أما الحشوة فتحضر من الطماطم، البقدونس، الكزبرة، البصل، الثوم، الزنجبيل، الفلفل والكمون.
كما تفدم الهامور كوزي وهي واحدة من أشهر الأطباق الخليجية والذي يستغرق لطهوه حوالي ساعة.

## المعنى المجازي
وفي لهجات الجزيرة العربية يُسمى أكابرُ الاغنياء المسيطرون على الأسواق بالـ هوامير، وأحدهم: هامور، تشبيها له بسمكة الهامور. من الأمثال: (الهامور جالس في البَابَه) أي مثل (الهامور) الذي يسدّ باب (القرقور وهو قفص) إذا دخل فيه. ذلك أن (الهامور) من الأسماك الكبيرة المكتنزة لحمًا وشحمًا، فإذا دخلت وأحدته من باب (القرقور) وقفت هناك واستعصى دخولها إلى الداخل لكبر حجمها، فتمنع بجسمها صغار السمك من الدخول إليه، ومع ذلك فقد تفلت في النهاية وتهرب، فهي لا تصاد ولا تسمح بصيد آخر. ويضرب المثل في مثل هذا المعنى.

## وصلات خارجية
وصفة الهامور المشوي مع معلوماتها الغذائية
بوابة أسماكي : هامور
- http://www.alamuae.com/uaedic/topics-28.html
- http://www.alriyadh.com/2006/03/26/article141247.html